# عدالة مكانية
العدالة المكانية تربط كلاً من العدالة الاجتماعية والمكان معًا. يعد التنظيم المكاني بعدًا حيويًا في المجتمعات الإنسانية ويعكس الحقائق الاجتماعية ويؤثر على العلاقات الاجتماعية (هنري ليفبفر، 1968، 1972). ومن ثم أصبحت كل من العدالة والظلم ظاهرين في المكان. ومن ثم يكون من الضروري تحليل التفاعلات بين المكان والمجتمع لنفهم الظلم الاجتماعي ولنضع سياسات على الأرض تهدف إلى حل تلك المظالم. ومن هنا تطور مفهوم العدالة المكانية.

## العدالة المكانية: المحور المكاني في المطالبة بالعدالة الاجتماعية
إن المكان عامل أساسي في المجتمعات الإنسانية وتنطوي تحته العدالة الاجتماعية. ولهذا فمن الضروري فهم التفاعلات بين المكان والمجتمعات ليتسنى لنا فهم المظالم الاجتماعية ولينعكس ذلك على سياسات التخطيط التي تهدف إلى الحد من تلك المظالم. ويقود هذا المنظور مفهوم العدالة المكانية، التي تربط بين العدالة الاجتماعية والمكان.
فالعدالة المكانية تمثل تحديًا حاسمًا ذلك أنها الهدف الأسمى للعديد من سياسات التخطيط. بيد أن نسبة التنوع في تعريفات "العدالة (وفي "العقد الاجتماعي" المحتمل الذي يجعل العدالة شرعية) نسبة عالية، كما أن الأهداف السياسية وراء التخطيط المحلي أو التخطيط العمراني قد تكون مختلفة أو حتى متعارضة.
لأجل هذا، من الضروري تحليل مفهوم العدالة المكانية، الذي لم يبحث إلا نادرًا حتى الآن (لا سيما منذ أعمال أنجلو أمريكان علماء الجغرافية النقدية في السبعينيات والثمانينيات من القرن العشرين  حتى إنه أصبح من المسلمات. وعلى مدار السنوات القليلة الماضية، تم عقد عدة فعاليات ونشرت عدة مطبوعات أثارت اهتمام الإنسان والعلوم الاجتماعية بمفهوم العدالة المكانية.

## العدالة المكانية بين مشكلات إعادة التوزيع وعمليات صناعة القرار
يفتح مفهوم العدالة المكانية مناظير مختلفة أمام العلوم الاجتماعية. اعتمادًا على أعمال العديد من فلاسفة العدالة المشهورين (جون رولس، 1971؛ إيريس ماريون يونج، 1990، 2000)، استقطب الجدال منهجين متعارضين للعدالة: منهج يركز على مشكلات إعادة التوزيع، بينما يركز الآخر على عمليات صناعة القرار.
تقوم المجموعة الأولى من المناهج على توجيه أسئلة حول التوزيع المكاني أو التوزيع الاجتماعي المكاني والعمل على تحقيق توزيع جغرافي متساوٍ لاحتياجات وطلبات المجتمع، مثل فرص العمل والوصول إلى الرعاية الصحية وجودة الهواء الصحي إلخ. وتهتم تلك المجموعة من المناهج اهتمامًا خاصًا بالمناطق حيث يجد السكان صعوبة في الانتقال إلى مكان أكثر عدلاً من الناحية المكانية وترجع تلك الصعوبة إلى الفقر أو التمييز أو القيود السياسية (مثل قوانين الاجتياز العنصرية التي أسست لما عرف بالأبارتهيد). فحتى في الدول المتقدمة الحرة، يكون دخول العديد من الأماكن محصورًا على البعض. ويشير عالم الجغرافيا دون ميتشيل إلى عمليات الخصخصة الهائلة للأراضي التي كانت عامة فهذه العمليات مثال واضح لانعدام العدالة المكانية. فمن منظور عدالة التوزيع، تبين إمكانية الوصول إلى المنتجات المادية وغير المادية أو إلى المناصب الاجتماعية ما إذا كان الموقف عادلاً أم لا.
هناك طريقة أخرى للتعامل مع مفهوم العدالة المكانية وهي التركيز على إجراءات صناعة القرار: يثير هذا المنهج أيضًا مشكلات تمثيل المكان حسب الكيانات الإقليمية أو غيرها وحسب الممارسات الاجتماعية. فعلى سبيل المثال، يسمح التركيز على الأقليات بالنظر في ممارساتهم المكانية، ويسمح أيضًا بالبحث في كيفية تنفيذ تلك الممارسات وإدارتها حسب العوامل المختلفة: قد يؤدي هذا إلى كشف بعض أشكال الظلم أو التمييز التي قد يغفل عنها أي منهج عام.
باختصار، حسب المنهج المختار، فإما يتم طرح أسئلة عن التوزيع المكاني حيث يتم تقدير العدالة باستخدام «النتائج»، أو يتم طرح أسئلة عن التمثيلات المكانية، (مكانية أو لا) والشخصيات والتجارب حيث يتم تعريف العدالة بأنها عملية. تمثل العدالة المكانية مفهومًا مُوحدًا في العلوم الاجتماعية: يبرز تناغمها من التفكير في نمذجة عمليات صناعة القرار السياسية وعلى السياسات المطبقة من أجل تحسين التوزيع المكاني.

## العدالة البيئية
إن بزوغ مفهوم التنمية المستدامة قد دعم أيضًا الخلاف الدائر حول العدالة البيئية. وتبحث العدالة البيئية في العلاقة الوجودية بالعالم، وفي احتمالية وضع سياسة عادلة تلبي احتياجات البشر الحالية والمستقبلية، المحلية والعالمية، وبعض الأشكال الجديدة للحكم. نشأت فكرة «العدالة البيئية» فيما بين العقدين السابع والثامن من القرن العشرين في مدن أمريكا الشمالية من أجل إدانة التداخل المكاني بين أشكال العنصرية والإقصاء الاجتماعي والاقتصادي والتلوث البيئي وإمكانية التعرض للمخاطر الطبيعية.